# Péter Balázs
Pour les articles homonymes, voir Peter Balazs.
Dans le nom hongrois Balázs Péter, le nom de famille précède le prénom, mais cet article utilise l’ordre habituel en français Péter Balázs, où le prénom précède le nom.
Péter Balázs (prononcé [ˈpeːtɛr], [ˈbɒlaːʒ]), né le 5 décembre 1941 à Kecskemét, est un homme politique hongrois. Il est commissaire européen en 2004, puis ministre des Affaires étrangères entre 2009 et 2010.

## Biographie
Péter Balázs a fait des études de sciences économiques à l'université de sciences économiques Karl-Marx de Budapest, puis a travaillé comme économiste dans une société d'exportation. Péter Balázs parle couramment hongrois, anglais, français, allemand, polonais et russe.

### Carrière ministérielle
Il passe aux ministères du Commerce extérieur puis des Affaires étrangères, enfin au Cabinet du Premier ministre, où il fut chargé des organisations économiques internationales. 
Il a été secrétaire d'État au ministère du Commerce et de l'Industrie, puis ambassadeur à Copenhague et à Bonn puis à Berlin.
Il est ministre des Affaires étrangères dans le gouvernement Gordon Bajnai, entre le 14 avril 2009 et le 29 mai 2010.

### Carrière européenne
Il est professeur d'économie et d'administration publique à l'Université de Budapest avant d'être nommé secrétaire d'État à l'intégration et aux relations économiques internationales, puis ambassadeur de Hongrie auprès de l'Union européenne. 
Il a été jusqu'en 2004 (où il a remplacé János Martonyi en juin 2002), l'un des 105 membres de la Convention sur l'avenir de l'Europe chargée de rédiger le Traité établissant une Constitution pour l'Europe, représentant le gouvernement hongrois. 
Lorsque son pays rejoint l'Union européenne (le 1er mai 2004), il entre provisoirement à la Commission européenne de Bruxelles mais n'est pas retenu pour la Commission Barroso I. Il a effectué son stage à la commission aux côtés de Michel Barnier.